# Щербакове
Щербако́ве (до 1948 року — Мирзала́р-Кємєльчі́; крим. Mırzalar Kemelçi) — село Курманського району Автономної Республіки Крим.
Відстань від райцентру до населеного пункта становить 4 кілометрів по прямій.
У 2023 році у проєкті Постанови Верховної Ради України «Про перейменування деяких населених пунктів Автономної Республіки Крим» село запропоновано перейменувати на Мирзалар-Кемельчі.